# Toyota Blizzard
Der Toyota Blizzard war ein Geländewagen, den die Toyota Tochter Daihatsu für Toyota ab März 1980 bis 1990 in zwei Generationen produzierte. Der Blizzard war nur für den Japanischen Markt bestimmt, wurde aber von Privatleuten auch teilweise nach Nordamerika exportiert.
Alle Modelle des als 3-türiger Kombi gefertigten Geländewagens waren mit Vierzylinder-Dieselmotoren von Toyota bestückt.

## Blizzard (LD10, 1980–1984)
Die erste Generation LD10 basierte auf dem Daihatsu Taft, hatte jedoch einen damals recht modernen 2188-cm³-Wirbelkammer-Dieselmotor mit obenliegender Nockenwelle von Toyota mit 72 PS (53 kW); Leistungsangaben nach japanischer Norm. Zu den Details des Fahrwerks zählten Kugelumlauflenkung und rundum Trommelbremsen. Bis 1983 gab es nur ein 4-Gang-, danach 5-Gang-Schaltgetriebe.

## Blizzard (LD20, 1984–1990)
Im dritten Quartal 1984 erschien die zweite Generation, die auf dem Daihatsu Rugger basierte. Die Toyota-Modelle waren entweder mit einem 2,4-Liter Saugdiesel ausgestattet, der 83 PS (61 kW) entwickelte, oder mit einem 2,0-Liter-Turbodiesel, der 96 PS (71 kW) leistete. Der LD20 besaß einen zuschaltbaren Allradantrieb, ein 5-Gang-Getriebe sowie ein 2-Stufiges Untersetzungsgetriebe.
1987 erhielt der LD20 ein kleines Facelift. Das spätere Modell ist an den Rechteckscheinwerfern und an größeren Stoßfänger zu erkennen.